# Scaphyglottis graminifolia
Scaphyglottis graminifolia é uma espécie de orquídea epífita, cujos novos pseudobulbos geralmente brotam tanto da base como do topo dos pseudobulbos mais antigos. É originária do centro e norte da América do Sul, dispersa por todos os países ao norte da Bolívia e Brasil, ambos inclusos. Paira certa confusão sobre a classificação genérica e verdadeira identidade desta espécie, fato surpreendente uma vez que é a espécie tipo do gênero.